# F

مسیر نوشتن حرفf F بزرگ و f کوچک

F ششمین حرف از حروف الفبای لاتین است. نام انگلیسی و فرانسه آن «اِف» است.                                                                                                               

## کاربرد

### درنگارشفارسی
این حرف معادل حروف / ف / در الفبای فارسی می‌باشد. 

### در ریاضی
معمولاً نام توابع در ریاضی F از اول واژه function گرفته شده‌است.

### در فیزیک
در فیزیک نماد نیرو F و فارنهایت F° است.

### شیمی
در شیمی نماد فلوئور F است.

### الکترونیک
در الکترونیک نماد بسامد (فرکانس) F است.

### مکانیک
در مکانیک نماد اصطکاک (فریکشن) F است.

### زیست‌شناسی
در زیست‌شناسی برخی مواقع نشانگر جنسیت مؤنث (فیمیل) با نماد f به کار رود. به عنوان مثال، در نمودارهای ژنتیکی، برای نشان دادن افراد مؤنث از نماد ونوس و گاهی از حرف "f" استفاده می‌شود. همچنین در ژنتیک، "f" ممکن است به عنوان نماد نسل فرزندان (filial generation) به کار رود که با (نسل اول فرزندان) f1 و (نسل دوم فرزندان) f2 نمایش داده می‌شود.

### مصالح
بر روی فایرباکس (جعبه آتش نشانی) حرف "F" نوشته شده‌است، که به مخفف عبارت "Fire extinguisher" به‌معنای کپسول آتش‌نشانی است.

### موسیقی
حرف "F" به فا (نت موسیقی) در معروف است.